# Pronomopsis pseudorubripes
Pronomopsis pseudorubripes là một loài ruồi trong họ Asilidae. Pronomopsis pseudorubripes được Lamas miêu tả năm 1972. Loài này phân bố ở vùng Tân nhiệt đới.